# Bonnie Wright
Bonnie Francesca Wright (Egyesült Királyság, Anglia, London, 1991. február 17. –) angol színésznő, rendező és aktivista. Leginkább Ginny Weasley szerepéről ismert a Harry Potter-filmekből.
A londoni születésű Wright 2001-ben debütált a mozivásznon a Harry Potter és a bölcsek köve című filmben, majd tíz éven át játszotta Ginnyt, egészen a 2011-ben bemutatott Harry Potter és a Halál ereklyéi 2. című utolsó részig. A Harry Potter után független filmekben tűnt fel.
2012-ben filmművészeti diplomát szerzett a University of the Arts London intézményben, ezt követően BonBonLumiere néven filmprodukciós céget alapított és rövidfilmeket készített. Első rendezése, a Separate We Come, Separate We Go (2012) című rövidfilm a Cannes-i fesztiválon mutatkozott be, kritikai sikerrel. Ezt további rövidfilmes rendezések követték, de Wright videóklipek készítése terén is kipróbálta magát.
A filmezés mellett környezetvédő aktivistaként is tevékenykedik.

## Élete és színészi pályafutása
Londonban született, Sheila Teague és Gary Wright ékszertervezők, a Wright & Teague cég tulajdonosainak második gyermekeként. Egy bátyja van, Lewis.
Kilenc évesen ment el a Harry Potter szereplőválogatására és szinte azonnal meg is kapta Ginny Weasley szerepét. Így tíz éves korától huszonegy éves koráig játszotta a Harry Potter-filmekben Ron Weasley húgát, valamint Harry Potter szerelmét. Eleinte mellékszereplő volt csupán, majd egyre fontosabb szerepet kapott a filmekben.
A Harry Potter-sorozaton kívül a 2000-es évek során két tévéfilmben is játszott, egyikben a fiatal Agatha Christie-t alakította.

## Modellként
2011-ben megnyerte a Most Edgy Look Awardot, amely modellkarrierjének elindítója volt. Saját profilja van a Next Model Agency-nél, amely által többször is kifutóra került és a Londoni Divathéten olyan divattervezők ruháit mutatta be, mint Katie Eary.
Különböző fotósorozatok és interjúk jelentek meg róla, többek között az Evening Standard, a Grazia Magazin, az Entertainment Weekly, a No. Magazin, a The Times, a Luxx Magazin, a Drama Magazin, a The Daily Mail, a You Magazin, az Instyle Magazin, a Nylon Magazin, a Vanity Fair, az ASOS Magazin, Haute Muse és a Dirty Glam Magazin hasábjain.

## Magánélete
2010 februárjában eljegyezték egymást Jamie Campbell Bower színésszel, aki a Harry Potter és a Halál Ereklyéi második részében a fiatal Gellert Grindelwaldot játszotta.
A pár 2012. június 30-án, közös megegyezéssel felbontotta az eljegyzést.

## Filmográfia

### Film
| Év   | Magyar cím                          | Eredeti cím                                   | Szerep          | Magyar hang  |
| ---- | ----------------------------------- | --------------------------------------------- | --------------- | ------------ |
| 2001 | Harry Potter és a bölcsek köve      | Harry Potter and the Philosopher's Stone      | Ginny Weasley   | Patkó Csenge |
| 2002 | Harry Potter és a Titkok Kamrája    | Harry Potter and the Chamber of Secrets       | Ginny Weasley   | Csifó Dorina |
| 2004 | Harry Potter és az azkabani fogoly  | Harry Potter and the Prisoner of Azkaban      | Ginny Weasley   | Csifó Dorina |
| 2005 | Harry Potter és a Tűz Serlege       | Harry Potter and the Goblet of Fire           | Ginny Weasley   | Csifó Dorina |
| 2007 | Harry Potter és a Főnix Rendje      | Harry Potter and the Order of the Phoenix     | Ginny Weasley   | Csifó Dorina |
| 2009 | Harry Potter és a Félvér Herceg     | Harry Potter and the Half-Blood Prince        | Ginny Weasley   | Csifó Dorina |
| 2010 | Harry Potter és a Halál ereklyéi 1. | Harry Potter and the Deathly Hallows – Part 1 | Ginny Weasley   | Csifó Dorina |
| 2011 | Harry Potter és a Halál ereklyéi 2. | Harry Potter and the Deathly Hallows – Part 2 | Ginny Weasley   | Csifó Dorina |
| 2013 |                                     | The Sea                                       | Rose            |              |
| 2013 | A sötétség után                     | After the Dark                                | Georgina        | Molnár Ilona |
| 2013 |                                     | Before I Sleep                                | Phoebe          |              |
| 2014 |                                     | How (Not) to Rob a Train                      | Bonnie          |              |
| 2014 |                                     | My Dad Is Scrooge                             | Connie (hangja) |              |
| 2015 |                                     | Sweat (rövidfilm)                             | Mia             |              |
| 2015 |                                     | Who Killed Nelson Nutmeg?                     | Diane           |              |
| 2018 | Karácsonyi ének                     | A Christmas Carol                             | Nell            |              |
| TBA  |                                     | Those Who Wander                              | Zoe             |              |

### Televízió
| Év   | Magyar cím                                        | Eredeti cím                                       | Szerep                   | Megjegyzések |
| ---- | ------------------------------------------------- | ------------------------------------------------- | ------------------------ | ------------ |
| 2002 | A lakatlan sziget kalandorai                      | Stranded                                          | Sarah Robinson fiatalon  | tévéfilm     |
| 2004 | Agatha Christie: Egy élet képekben                | Agatha Christie: A Life in Picture                | Agatha Christie fiatalon | tévéfilm     |
| 2007 | Cserecsapat                                       | The Replacements                                  | Vanessa (hangja)         | 1 epizód     |
| 2007 | Texas királyai                                    | King of the Hill                                  | Hannah (hangja)          | 1 epizód     |
| 2022 | Harry Potter 20. évforduló: Visszatérés Roxfortba | Harry Potter 20th Anniversary: Return to Hogwarts | önmaga                   | különkiadás  |

### Videójátékok
| Év   | Magyar cím                          | Eredeti cím                                   | Szerep        |
| ---- | ----------------------------------- | --------------------------------------------- | ------------- |
| 2007 | Harry Potter és a Főnix Rendje      | Harry Potter and the Order of the Phoenix     | Ginny Weasley |
| 2009 | Harry Potter és a Félvér Herceg     | Harry Potter and the Half-Blood Prince        | Ginny Weasley |
| 2010 | Harry Potter és a Halál ereklyéi 1. | Harry Potter and the Deathly Hallows – Part 1 | Ginny Weasley |
| 2011 | Harry Potter és a Halál ereklyéi 2. | Harry Potter and the Deathly Hallows - Part 2 | Ginny Weasley |